# Fotó virtual
Els fotons virtuals són un concepte fonamental en la física de partícules i la teoria quàntica de camps que tenen un paper crucial en la descripció de les interaccions entre partícules carregades elèctricament. Els fotons virtuals s'anomenen " virtuals " perquè no existeixen com a partícules lliures en el sentit tradicional sinó que serveixen com a partícules intermèdies en l'intercanvi de força entre altres partícules. Són responsables de la força electromagnètica que manté la matèria unida, cosa que els converteix en un component clau en la nostra comprensió del món físic.

Diagrama de Feynman d'un fotó virtual que viatja a la velocitat de la llum, representat per un angle de 45°, d'A a B.

Els fotons virtuals es consideren fluctuacions en el camp electromagnètic, caracteritzades per la seva energia, moment i polarització. Aquestes fluctuacions permeten que les partícules carregades elèctricament interaccionin entre elles mitjançant l'intercanvi de fotons virtuals. La força electromagnètica entre dues partícules carregades es pot entendre com l'intercanvi de fotons virtuals entre elles. Aquests fotons es creen i es destrueixen constantment, i l'intercanvi d'aquests fotons virtuals crea la força electromagnètica que és responsable de la interacció entre les partícules carregades.
Els fotons virtuals es poden classificar en fotons virtuals positius i negatius. Aquestes classificacions es basen en la direcció de la seva energia i moment i la seva contribució a la força electromagnètica.
Si els fotons virtuals intercanviats entre partícules tenen una energia positiva, contribueixen a la força electromagnètica com a força repulsiva. Això significa que les dues partícules carregades es repel·leixen una de l'altra i la força electromagnètica les separa. D'altra banda, si els fotons virtuals tenen una energia negativa, contribueixen a la força electromagnètica com a força atractiva. Això vol dir que les dues partícules carregades s'atreuen l'una a l'altra i la força electromagnètica les atrau l'una cap a l'altra.
És important tenir en compte que els fotons virtuals positius i negatius no són partícules separades, sinó una manera de classificar els fotons virtuals que existeixen al camp electromagnètic. Aquestes classificacions es basen en la direcció de l'energia i el moment dels fotons virtuals i la seva contribució a la força electromagnètica.
Els fotons virtuals poden tenir un rang de polaritzacions, que es poden descriure com l'orientació dels camps elèctrics i magnètics que formen el fotó. La polarització d'un fotó virtual ve determinada per la direcció del seu impuls i la seva interacció amb les càrregues que l'emeten o absorbeixen. El rang de polaritzacions dels fotons virtuals es pot comparar amb el rang de colors de la llum visible, amb cada polarització corresponent a una orientació específica dels camps elèctrics i magnètics.
Es diu que els fotons virtuals són "forats", la qual cosa significa que no obeeixen a la relació habitual entre energia i moment que s'aplica a les partícules reals. Els fotons reals sempre han de tenir una energia igual a la velocitat de la llum multiplicada pel seu impuls, però els fotons virtuals poden tenir qualsevol energia que sigui coherent amb el principi d'incertesa. Això permet que els fotons virtuals portin una àmplia gamma d'energies, encara que no siguin físicament reals.
Els fotons virtuals són els responsables del canvi Lamb, que és un petit canvi en els nivells d'energia dels àtoms d'hidrogen causat per la interacció de l'àtom amb els fotons virtuals al buit.
També són responsables de l'efecte Casimir, que és el fenomen de dues plaques metàl·liques sense càrrega que s'atreuen entre elles a causa de la presència de fotons virtuals al buit entre elles. La força d'atracció entre les plaques és causada per una diferència en la densitat de fotons virtuals a banda i banda de les plaques, que crea una força neta que les uneix.